# Steijn van Heijningen
Steijn van Heijningen (* 28. Januar 1997 in Leiderdorp) ist ein niederländischer Hockeyspieler. Er gewann 2024 olympisches Gold mit der niederländischen Nationalmannschaft, 2023 war er Europameister und Weltmeisterschaftsdritter.

## Sportliche Karriere
2017 siegte er mit der niederländischen Juniorenauswahl bei der Junioren-Europameisterschaft.
Ende 2021 debütierte er in der Nationalmannschaft. In 52 Länderspielen erzielte der Mittelfeldspieler sechs Tore (Stand 8. August 2024).
Im Januar 2023 bei der Weltmeisterschaft in Bhubaneswar bezwangen die Niederländer im Viertelfinale die Mannschaft aus Südkorea mit 5:1. Im Halbfinale unterlagen die Niederländer den Belgiern im Shootout. Das Spiel um Bronze gewannen sie mit 3:1 gegen die Australier. Steijn van Heijningen war in allen sechs Spielen dabei und erzielte ein Tor im Viertelfinale. Im August 2023 bei der Europameisterschaft in Mönchengladbach gewannen die Niederländer im Halbfinale mit 3:2 gegen Belgien und im Finale 2:1 gegen England. Im August 2024 bei den Olympischen Spielen in Paris gehörte Steijn van Heijningen nicht zum eigentlichen Kader, sondern stand mit einer P-Akkreditierung auf Abruf bereit. Vor dem Finale fiel Tjep Hoedemakers aus und Steijn van Heijningen kam im Endspiel zu seinem einzigen Olympiaeinsatz. Die Niederländer gewannen im Endspiel gegen die Deutschen im Shootout, nachdem es am Ende der regulären Spielzeit 1:1 gestanden hatte.
Auf Vereinsebene spielte Steijn van Heijningen bis 2022 bei HGC Wassenaar und wechselte dann zum HC Rotterdam.